# Guldbergův–Waagův zákon

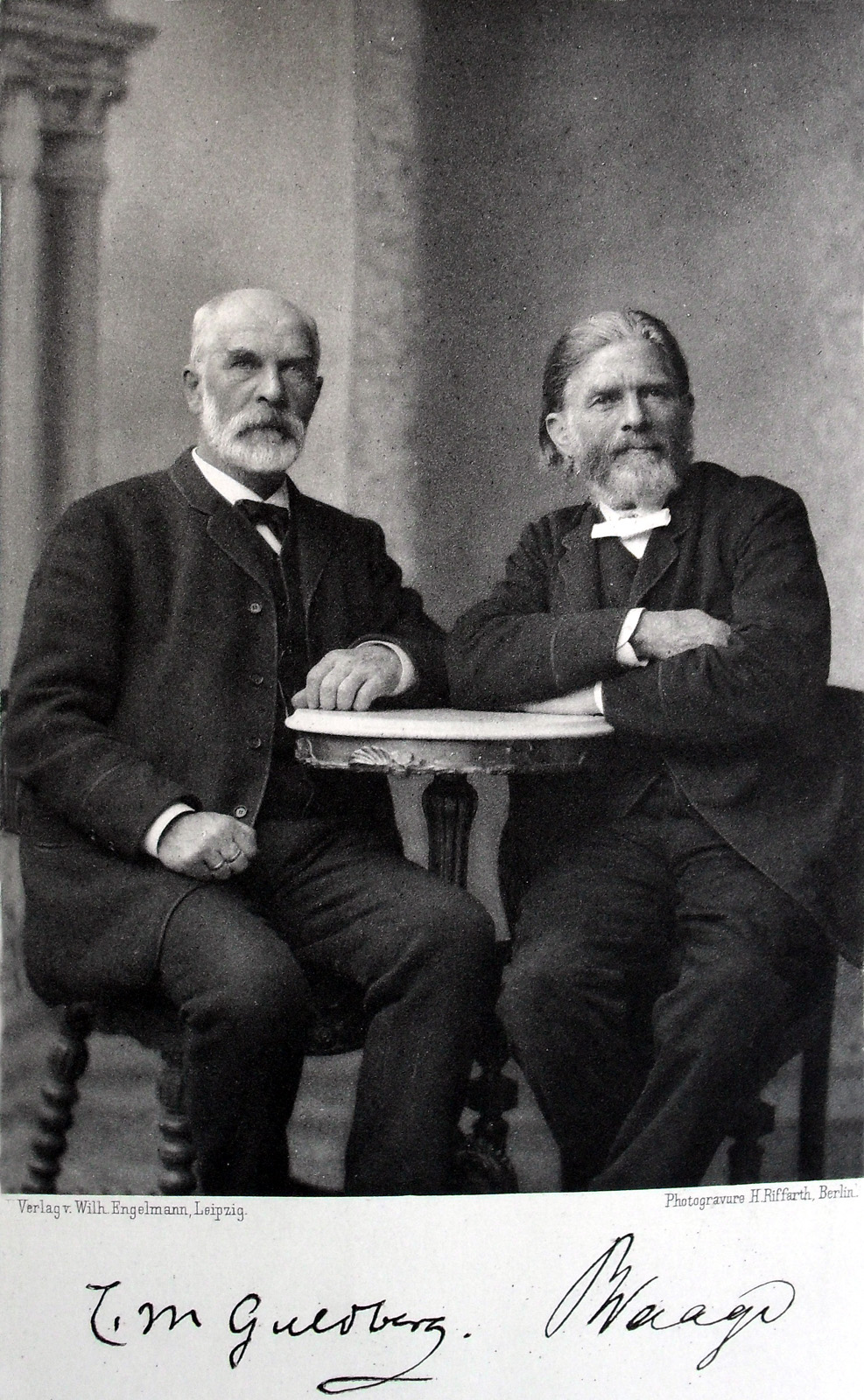
Cato Maximilian Guldberg (vlevo) a Peter Waage (vpravo)

Guldbergův–Waagův zákon, známý také jako zákon působení (aktivních) hmot, je zákon v chemické kinetice, který popisuje vztah mezi rychlostí chemické reakce a koncentrací výchozích látek (reaktantů). Mezi lety 1864 a 1879 ho v sérii článků formulovali norský matematik Cato Maximilian Guldberg a chemik Peter Waage.

## Objev zákona
Guldberg a Waage spolu začali spolupracovat roku 1862. Svoje objevy plynoucí z výsledků 300 experimentů zkoumajících vratné chemické reakce, které vedly k formulování zákona, uveřejnili poprvé 15. března 1864 ve článku Studier i affiniteten (Studie afinit), ten se ale nedočkal širšího přijetí ze strany tehdejší vědecké obce, jelikož byl publikován v norštině. V roce 1867 Guldberg a Waage publikovali další článek Études sur les affinites chimiques (Studie chemických afinit), tentokrát ve francouzštině; jejich teorii sice podpořila následná práce dánského chemika Julia Thomsena, ale širšího uznání se opět nedočkala.
Až v roce 1877 podobnou zákonitost znovuobjevil Jacobus Henricus van 't Hoff. Guldberg a Waage tedy v roce 1879 znovu zveřejnili své původní objevy v němčině, tehdejším hlavním jazyce chemické vědecké obce, a konečně se dočkali uznání za svou práci.

## Kinetická rovnice
Pro obecnou chemickou reakci ve tvaru
aA + bB ⇄ cC + dD
lze rychlost reakce v vyjádřit kinetickou rovnicí
v = k ⋅ [A]a ⋅ [B]b,
kde:
- v je rychlost reakce,
- k je rychlostní konstanta,
- [A] a [B] jsou molární koncentrace reaktantů,
- m a n jsou řády reakce s ohledem na jednotlivé reaktanty.

Kinetická rovnice pro přímou reakci nabývá tvaru:
v1 = k1 ⋅ cA ⋅ cB,
kde v1 je rychlost přímé reakce a k1 je rychlostní konstanta pro přímou reakci.
Analogicky lze zapsat kinetickou rovnici pro zpětnou reakci:
v2 = k2 ⋅ cC ⋅ cD
kde v2 je rychlost zpětné reakce a k2 je rychlostní konstanta pro zpětnou reakci.
Při dosažení stavu, kdy se rychlosti v1 a v2 rovnají, chemické látky přibývají i ubývají stejnou rychlostí a dochází k dosažení chemické rovnováhy. V tomto případě se rovnají i pravé strany kinetických rovnic pro přímou a zpětnou reakci:
k1 ⋅ cA ⋅ cB = k2 ⋅ cC ⋅ cD.
Běžně uváděný tvar rovnice pro chemickou rovnováhu z výše uvedeného je pak
{\displaystyle K={\frac {k_{1}}{k_{2}}}={\frac {[C]^{c}[D]^{d}}{[A]^{a}[B]^{b}}}},
kde K je rovnovážná konstanta reakce.